# Ruta del Atlántico Oriental
La Ruta del Atlántico Oriental, es una ruta de migración de las aves usada por cerca de 90 millones de aves anualmente, pasa desde Groenlandia, Islandia, el norte de Rusia y el norte de Europa, a Europa occidental y hasta el sur de África. Es una de las ocho mayores rutas de vuelo migratorio usadas por aves costeras y zancudas (Charadriiformes).
La ruta de vuelo atrajo la atención en la década del 2000 cuando se descubrió que aves que usan la ruta portaban el virus de la gripe aviar H5N1.